# Maturino Maria Pitri
Maturino Maria Pitri (ur. w Fontainebleau, zm. 13 maja 1799 w opactwie Casamari k. Veroli) – francuski zakonnik katolicki, cysters, męczennik, ofiara prześladowań antykatolickich w Republice Partenopejskiej, państwie zależnym od rewolucyjnej Francji, błogosławiony Kościoła katolickiego.

## Życiorys
Urodził się we francuskim Fontainebleau. Został żołnierzem armii francuskiej i brał udział w podboju Włoch. Poważnie zachorował i był leczony w szpitalu w Veroli. Zetknął się tam z cystersem Ignacym Cardonem. W styczniu 1799 wyzdrowiał w tajemnicy udał się do opactwa w Casamari. Wstąpił tam do zakonu cystersów i rozpoczął nowicjat. 13 maja 1799 roku klasztor został zajęty przez żołnierzy armii francuskiej w wyniku utworzenia Republiki Partenopejskiej. Maturino został zamordowany. 26 maja 2020 papież Franciszek podpisał dekret o męczeństwie jego i innych pięciu zakonników, co otworzyło drogę do ich beatyfikacji, która odbyła się 17 kwietnia 2021 w opactwie Casamari.